# Patricia Robertson
Patricia Consolatrix Hilliard Robertson (Indiana, Pensilvânia, 12 de março de 1963 – Houston, 24 de maio de 2001) foi uma médica e astronauta estadunidense da Nasa.

## Vida
Nasceu em Indiana, Pensilvânia, filha de Ilse Hilliard e Harold Hilliard. Foi casada com Scott Robertson.

## Carreira na NASA
Foi selecionada pela NASA em junho de 1998.

## Morte
Morreu em 24 de maio de 2001 em Houston, vitimada por queimaduras decorrentes de uma colisão de uma aeronave privada, com 38 anos de idade.